# Mittelwellensender

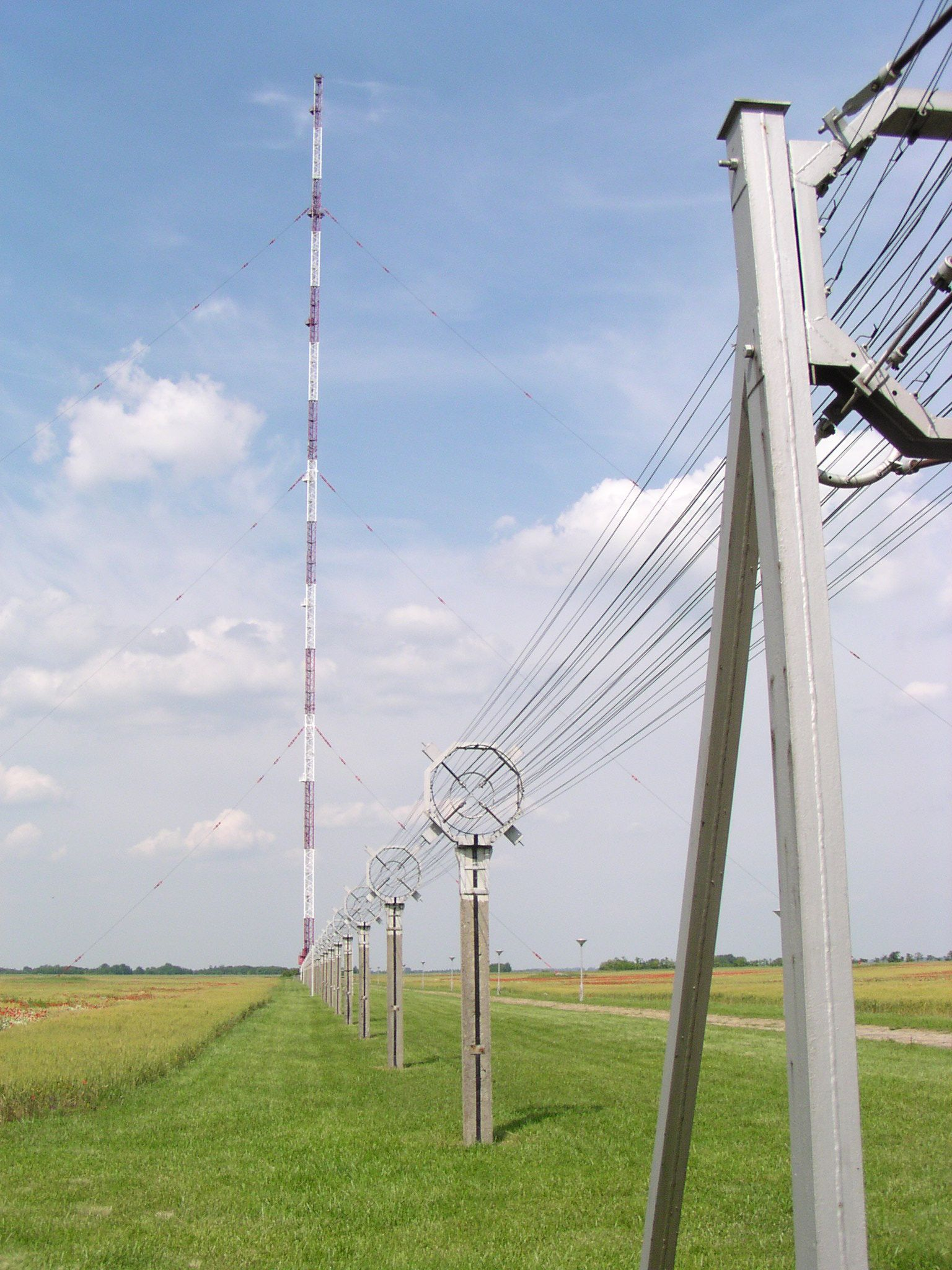
Sender Solt, im Vordergrund Reusenleitung zur Anspeisung

Als Mittelwellensender bezeichnet man eine Sendeanlage für Mittelwellenrundfunk oder einen anderen Funkdienst, der über Mittelwelle ausgestrahlt wird. Mittelwellensender zur Rundfunkversorgung senden im Frequenzbereich zwischen 520 kHz und 1620 kHz (auf dem amerikanischen Kontinent zwischen 520 kHz und 1705 kHz) in Amplitudenmodulation mit Träger; manche modernen Sender strahlen zusätzlich ein digitales Signal in DRM aus. Als Sendeantenne kommt für Rundstrahlung meistens ein selbststrahlender Sendemast, manchmal auch eine Reusen- oder Langdrahtantenne zum Einsatz. Für Richtstrahlung werden Anordnungen aus mehreren selbststrahlenden Sendemasten verwendet.
Mittelwellensender haben Leistungen zwischen 100 W oder (z. B. bei den österreichischen Kleinsendern) noch weniger und 2,5 MW. Die erlaubten Sendefrequenzen und Sendeleistungen, auch ob und welche Form der Richtstrahlung verwendet werden darf, wurden 1974/75 im Genfer Wellenplan festgelegt, der am 23. November 1978 in Kraft trat. Erforderlichenfalls sind jedoch Nachkoordinierungen dieses Plans auf zwischenstaatlicher Ebene möglich, was bereits mehrfach erfolgt ist. Von einem Mittelwellensender kann sowohl eine Bodenwelle als auch eine Raumwelle (je nach Antennenform in unterschiedlichem Stärkeverhältnis) abgestrahlt werden. Die Bodenwelle breitet sich entlang der Erdoberfläche aus und hat, je nach benutzter Frequenz, eine Reichweite von bis zu 300 km um den Sendemast. Die Raumwelle kann je nach Tageszeit und Funkwetter größere Reichweiten ermöglichen.

## Situation ab 2010
Ausstrahlungen auf Mittelwelle waren in der Goldenen Ära des Radios Standard. Mit der Etablierung des UKW-Rundfunks verlor die Ausstrahlung auf Mittelwelle in Europa zunehmend an Bedeutung. Ein größerer Dynamikbereich und Frequenzgang sowie die technische Möglichkeit für Stereofonie sprachen für das nur im UKW-Bereich sinnvolle Frequenzmodulationsverfahren (FM).
Die Verbreitung von Mittelwellenrundfunk ist weltweit sehr unterschiedlich, aber in der Summe global rückläufig. Auch in den USA sinkt zwar die Zahl der Mittelwellenstationen, sie gehören aber nach wie vor zum festen Bestandteil der Radiolandschaft. In Mexiko, Kanada und besonders in den Vereinigten Staaten gibt es Bestrebungen, Mittelwellenstationen mit der IBOC-Technologie (HD Radio) zu digitalisieren bzw. in einem Hybridbetrieb digitale Programme und deren Begleitinformationen zusätzlich zu den vorhandenen analogen Programmen zu verbreiten.
In Deutschland wurden am 31. Dezember 2015 mit der Abschaltung der Mittelwellensender des Saarländischen Rundfunks und des Deutschlandradios die letzten deutschsprachigen Stationen in diesem Frequenzbereich stillgelegt. Der Betrieb der Mittelwellensender der amerikanischen Streitkräfte in Deutschland wurde mit der Abschaltung des Senders Vilseck am 31. Oktober 2016 eingestellt (AFN). Freigewordene Mittelwellenfrequenzen werden teilweise von neuen Bagatellrundfunk-Sendern ohne kommerzielle Interessen in Nutzung genommen.